# Георги Ставрев
Георги Ставрев е български актьор.

## Телевизионен театър
- „История на отживялото живуркане“ (1979) (Михаил Салтиков-Щедрин и Сергей Михалков), 2 части - Балалайкин

## Филмография
- Борис I (1984), 2 серии
- Роялът (1979)
- Реквием за една мръсница (2-сер. тв, 1976) – (в II серия)
- На всеки километър (1969-1971), 26 серии
- Цар Иван Шишман (1969)
- Ямурлукът (1969)
- Ивайло (1963)
- Калоян (1963)[1]